# Кокрица
Кокрица (словен. Kokrica) је насељено место у општини Крањ, Горењска регија, Словенија.

## Историја
До територијалне реорганизације у Словенији била је у саставу старе општине Крањ.

## Становништво
У попису становништва из 2011. године, Кокрица је имала 1.646 становника.
| Број становника према пописима | Број становника према пописима | Број становника према пописима |
| ------------------------------ | ------------------------------ | ------------------------------ |
| 1991                           | 2002                           | 2011                           |
| 1.578                          | 1.595                          | 1.646                          |

Напомена: Године 1986. умањено за део насеља који је припојен насељу Млака при Крању. Године 2016. извршена је мања размена територија између насеља Кокрица и Млака при Крању.